# Клепгем-Норт (станція метро)
51°27′54″ пн. ш. 0°07′48″ зх. д. / 51.465° пн. ш. 0.13° зх. д.
Клепгем-Норт (англ. Clapham North) — станція Північної лінії Лондонського метрополітену, розташована у районі Клепгем у 2-й тарифній зоні. В 2018 році пасажирообіг станції — 6.27 млн осіб

## Історія
- 3 червня 1900: відкриття станції як Клепгем-роуд у складі City & South London Railway (C&SLR)[3]
- 29 листопада 1923: закриття для модернизації[4]
- 1 грудня 1924: подруге відкриття станції
- 13 вересня 1926: станцію перейменовано на Клепгем-Норт

## Пересадки
- на автобуси London Buses маршрутів: 50, 88, 155, 322, 345, P5 та нічний маршрут N155
- на станцію Клепгем-хай-стріт Південно-Лондонської лінії London Overground